# كارولين بيرلي
كارولين بيرلي (بالإنجليزية: Caroline Birley)‏ (ولدت في 16 كانون الثاني/ديسمبر علم 1851 وتوفيت في 15 شباط/فبراير عام 1907). عالمة جيولوجيا إنجليزية وجامعة للأحافير ومؤلفة لقصص الأطفال. كانت بيرلي عالمة جديرة بالاهتمام، ليس فقط لما قدمته في عملها، ولكن لكونها متفانية في مهنة غلب عليها الطابع الذكوري. بدأ اهتمام بيرلي بالجيولوجيا منذ صغرها عندما كنت تجمع الأحجار من على الأرض، واستمر شغفها بذلك حتى يوم مماتها.

## حياتها المبكرة وعائلتها
ولدت في يورك بليس (York Place) شارع أكسفورد في منطقة تشورلتون أون ميدلوك في مانشستر، وكانت الطفلة الرابعة والأخيرة لأبيها توماس هورنبي بيرلي (1815–1885) وأمها آن ليثم (1820–1866).
كان أخوها فرانسيس لاعبًا هاويًا لكرة القدم وفاز بكأس الاتحاد الإنجليزي لكرة القدم ثلاث مرات خلال سبعينيات القرن الثامن عشر وأقام عرضين في إنكلترا [4]. كان عمها هيو بيرلي عضوًا محافظًا في برلمان مانشستر منذ عام 1868 وحتى 1884.
انتقلت عام 1857 مع عائلتها من يورك بليس إلى هايفيلد في ضواحي هيتون ميرسي، ثم إلى قصر هارت هيل في بندلتون عام 1864، وبعدها إلى فور سيدلي تيراس عام 1884.

## مهنتها كعالمة جيولوجيا
تطور شغف بيرلي بالجيولوجيا خلال قضائها للعطل الصيفية في جزيرة مان؛ وهي جزيرة تقع في موقعٍ متوسطٍ من البحر الأيرلندي بين المملكة المتحدة وأيرلندا، حيث اهتمت بجمع الأحجار الفريدة من نوعها حتى بلغت عامها الثاني عشر، عندما اشتركت بالمجلة الجيولوجية Geological Magazine منذ أول طبعة لها عام 1864. كانت تدفع بيرلي تكاليف الاشتراك في المجلة من مصروفها الشخصي قبل أن تقوم جدتها بدعمها في ذلك وتغطية تكاليف الاشتراك.
انتقلت عام 1884 من قصر هارت هيل إلى سيدلي تيراس Seedley Terrace. ضمّت بيرلي في مجموعتها من الحجارة أنوعًا كثيرة ما دفعها لإقامة بناء في حديقتها للاحتفاظ بما جمعته وسمّته «متحف سيدلي Seedley Museum». تحول هذا البناء إلى متحف فتح أبوابه للعامة في 1888.
انضمت عام 1887 إلى جمعية العلوم البريطانية وذلك بعد جلسة عقدتها الجمعية في مانشستر، وأصبحت عضوًا عاملًا في الجمعية منذ سنتها الثانية وحضرت جميع اجتماعاتها السنوية حتى يوم وفاتها. انضمت عام 1894 إلى رابطة الجيولوجيين البريطانيين، وفي عام 1890 انضمت إلى جمعية علم الرخويات في لندن التي تشكلت قبل عام من ذلك.

## رحلاتها الميدانية
سافرت بيرلي بين عامي 1887 و1905 في رحلات عديدة خارج القطر بهدف جمع العينات الجيولوجية، وكانت غالبًا برفقة صديقتها لويزا كوبلاند. تتضمن رحلاتها الميدانية الأماكن التالية:
- مصر: يناير عام 1887
- كورتينا دامبيدزو في إيطاليا: يونيو عام 1887
- فاكس في الدنمارك: يوليو عام 1888
- جزر فارو: مايو عام 1888
- جزر فارو: مايو عام 1889
- فاكس في الدنمارك: يوليو عام 1891
- مالطا: نوفمبر عام 1891
- مدينة الجزائر في الجزائر: نوفمبر عام 1892
- كورسيكا في إيطاليا: نوفمبر عام 1893
- كندا وكولورادو: أغسطس عام 1879
- جزر الأزو: أبريل عام 1899
- بولونيا في فرنسا: أبريل عام 1902
- كيب تاون في جنوب أفريقيا: يوليو عام 1905

جمعت خلال رحلاتها إلى فاكس في الدنمارك بين 1888 و1891 كميات كبيرة من الأحافير التي تعود إلى العصر الطباشيري المتأخر. في طبعة نوفمبر 1901 للمجلة الجيولوجية البريطانية، قام الدكتور هينري وودوارد؛ وهو عضو في متحف التاريخ الطبيعي في لندن بالكتابة عن أعمال بيرلي وقام بتسمية نوعين من الأحافير من نوع درومبيوسيس (Dromiopsis) باسمها واسم صديقتها (D. birleyae and D. coplandae) (درومبيوسيس بيرلي ودرومبيوسيس كومبلاند بالترتيب)، وكتب الدكتور وودوارد حول ذلك:
«أهدي اسم هذه الأنواع إلى صديقتي الآنسة كارولين بيرلي، التي أعطت الكثير من وقتها واهتمامها في دراسة الجيولوجيا والمستحاثات سواء ضمن بلدها أم في الخارج، وتعد مجموعتها من الأحافير أكبر دليل على تفانيها العلمي».
خلال زيارتها لجزر فارو في عام 1889 جمعت ما يقارب 300 كيلوغرام من حجر الزيوليت من جزر ستريموي ونولسوي وايستوروي. كتبت بالمشاركة مع صديقتها لويزا كوبلاند عام 1891 مقالًا حول الحياة النباتية في جزر فارو لمجلة الأحياء النباتية البريطانية كما اكتشفت نوعًا جديدًا من السلطعون في سبتمبر من عام 1899 ضمن التشكيلات الطينية في بلدة فولكستون البريطانية وكتب عنه الدكتور وودوارد في المجلة الجيولوجية وأسماه على اسمها ميسوردروميلايتس بيرلي Mesodromilites birleyae.
زارت بيرلي بلدة أومارا في باكستان حيث جعمت العديد من المستحاثات وأعطتها لعالم المستحاثات البريطاني ريتشارد بولين نيوتن  وكتب عنها بالتفصيل ضمن عدد شهر يوليو عام 1905 في المجلة الجيولوجية  البريطانية وأضاف الدكتور وودوارد ملاحظاته عليها.

## مؤلفاتها للأطفال
كتبت بيرلي عددًا من الكتب الخاصة بالأطفال، ونشرت العديد منها عبر إحدى المنظمات الخيرية التي تدعى «مجتمع تعزيز الثقافة المسيحية». من كتبها:
- نحن سبعة 1879 [13][14]
- كومة من الحجارة 1881.[15][16]
- الرومانسية في العصر الحديث؛ وقصص أخرى 1883.[16][17]
- آه ياعزيزي! ما الخطب؟ حكاية عن يقظات تشرتشل 1883.[18][19]
- عيون للأعمى: حكاية 1886.[20]
- إنقاذ جيرالد 1886
- ياسمين وكتبها المدرسية وكيف فاتها الشاي مع الغجر 188.[21][21][22]
- نافذة غرفة الكتان أو «ما يخفيه الثلج تظهره الشمس» 1898.[22][23]
- كما شاركت في تأليف مجلدين من القصص القصيرة:
- هدية عيد ميلادي: سلسة من قصص عيد الميلاد موجهة للأولاد والبنات من عمر السادسة حتى الثانية عشر 1886.[24][25]
- مساجين جاك فروست الصغار: مجموعة من القصص الموجهة للأطفال من عمر الرابعة حتى الثانية عشر 1887.[25][25][26]

كتب أخرى:
- سيدتي المعطاءة: القصة الحقيقية لدوقة هاريت 1888.[26][26]

## أواخر حياتها ووفاتها
انتقلت عام 1896 إلى حدائق برونسويك في كينسينغتون حيث جلبت معها مجموعتها من الأحافير، وعادت قبل وفاتها إلى بيندلتون.
قضت بيرلي معظم أيامها في المتحف البريطاني، ممضية وقتها في تسمية وترتيب الأحافير والمستحاثات. على الرغم من سوء حالتها الصحية إلا أنها قامت بحضور اجتماع الجمعية البريطانية للعلوم في يورك في أغسطس من عام 1906. استمرت حالتها الصحية بالتدهور خلال فصل الخريف من ذلك العام ولكنها واصلت تصنيف وترتيب أعمالها بما فيها الحجر الرملي الأحمر الجديد الذي جمعته من قرية ستورتون قرب بيركنهيد والذي تضمنت على سطحه آثار أقدام لطائفة من البرمائيات تدعى تيهيات الأسنان.
عانت بيرلي عام 1907 من نوبة إنفلونزا وتوفيت تحت إثر نوبة قلبية في 15 فبراير من نفس العام ودفنت في كنيسة لينغفيلد قرب منزل أخيها فرانسيس. لم تتزوج بيرلي طوال حياتها ولم تنجب أي أطفال.

## إرثها
تبرعت بيرلي لمتحف مانشستر عام 1894 بثمانية عينات من حجر الزيوليت حصلت عليهم خلال رحلتها إلى جزر فارو وآيسلاندا.
أوضحت في وصيتها عن نيتها بنقل كافة ما جمعته من أحجار ومستحاثات إلى متحف التاريخ الطبيعي وترك ما يزيد عنه ليوضع في متحف مانشستر مع الإشارة إلى جهودها في جمع كل قطعة منها. عمل منفذو، وصيتها وهم السيد لازاروس فليتشر وأخوها فرانسيس على توزيع مجموعتها من الأحجار على نطاق أوسع، فأرسلوا قسمًا إلى مدرسة مانشستر للقواعد وقسم إلى جامعة أوكسفورد وقسم إلى متاحف بولتون وبوري وروشدال ورادكليف وورينغتون.
كانت نعوتها التي نُشرت في المجلة الجيولوجية كالتالي:
«إنه لمن المؤسف خسارتنا للسيدة كارولين بيركلي التي كانت تعد طالبة مجتهدة مليئة بالحماس تجاه علم الجيولوجيا، ولم تتردد ولو للحظة واحدة منذ طفولتها في مدى إخلاصها تجاه العلم التي تتعلق به، ولم تظهر أي كلل أو ملل وقدمت تضحيات شخصية عظيمة في سبيل زيارة أماكن مختلفة من العالم بهدف جمع العينات لأجل المتحف الذي تحبه».